# Michael Koch (Maler)

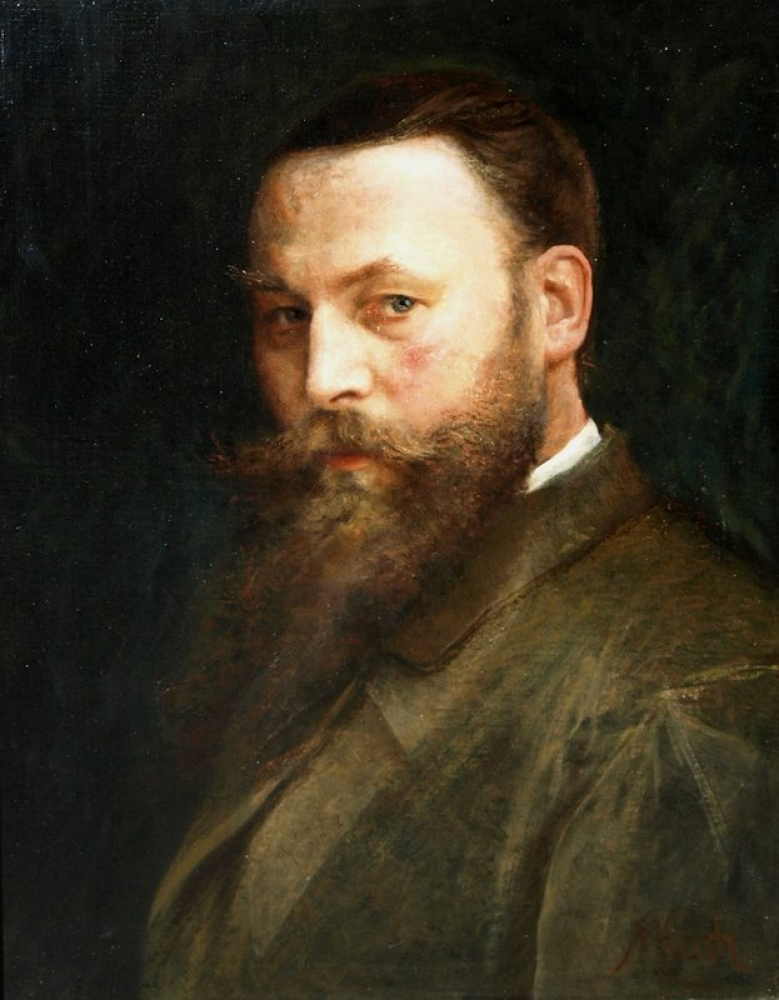
Selbstporträt Michael Koch (1895)

Michael Koch (* 6. November 1853 in Edingen; † 1. Dezember 1927 in Mannheim) war ein deutscher Maler. Sein Schaffen umfasste Porträts, Landschaften, Stillleben, Genreszenen und vor allem großformatige Blumendarstellungen.

## Leben
Michael Koch stammte als achtes von elf Kindern aus einfachen Verhältnissen, sein Vater war Schuhmachermeister und Landwirt. Er besuchte die Volksschule in Edingen, danach von 1867 bis 1870 die Großherzogliche Bürgerschule in Ladenburg. Bevor Koch 1881 sein Studium an der Kunstakademie in Karlsruhe bei Theodor Poeckh und Karl Hoff begann, wurde er in Mannheim als Kaufmann ausgebildet und arbeitete dort für mehrere Jahre. Die Finanzierung seines Kunststudiums wurde von seinem Schwager Heinrich Gött, dem Rentamtsverwalter des Grafen Friedrich von Oberndorff, unterstützt. Nach Abschluss der Studien zog es ihn von 1890 bis 1901 nach München. Unterbrochen wurde die Münchener Zeit durch weitere Studien an der Académie Julian in Paris. Anschließend ließ er sich in Mannheim als Kunstmaler nieder und teilte sich in der Quadratestadt eine Wohnung in K1, 13 mit seinem Neffen und Patenkind Michael Gött. In Mannheim gelang es ihm, sich als Porträtist der vornehmen, großbürgerlichen Gesellschaft zu etablieren.
1912 richtete ihm der Mannheimer Kunstverein in den Räumen der Kunsthalle eine Einzelausstellung aus. Die Ausstellung „Am farbigen Abglanz haben wir das Leben“ sorgte für Aufsehen und Begeisterung. 1913 erschien die erste von Max Oeser, dem Direktor der Mannheimer Schlossbibliothek, veröffentlichte Monographie über den Künstler. 1923 wurde Michael Koch anlässlich seines 70. Geburtstages mit der Ehrenbürgerschaft seiner Heimatgemeinde ausgezeichnet. 1927 verstarb er verarmt in Mannheim.

## Rezeption
Im Jahr 1991 wurde er mit einer Ausstellung im Schloss Neckarhausen geehrt. Eine weitere Monographie wurde von Meinhold Lurz, Heidelberg, veröffentlicht. Bis 2009 befand sich sein Ehrengrab auf dem Zentralfriedhof in Mannheim, dann wurde es aufgelöst.
Zurzeit wird sein mehr als 500 Gemälde umfassendes Werkverzeichnis erstellt.